# Якоб фон Олденбург-Делменхорст
Якоб фон Олденбург-Делменхорст (на немски: Jakob von Oldenburg-Delmenhorst) е граф на Делменхорст и германски пират.

## Биография
Роден е на 24 август 1463 година. Син е на граф Мориц IV фон Олденбург-Делменхорст († 1464) и съпругата му графиня Катарина фон Хоя († 1464/1465), дъщеря на граф Ото V фон Хоя и графиня Аделхайд фон Ритберг. Чичо му Кристиан I (* 1426; † 1481) става през 1448 г. крал на Дания.
Баща му Мориц умира от чума през 1464 г. и Якоб е под опекунството на чичо си Герхард Смели († 1500). През 1473 чичо му Герхад тръгва против Делменхорст, за да изгони племенника си Якоб, но се отказва по съвет на графа на Хоя.
Умира около 1484 година неженен и бездетен.